# ALPSA-Läsion
Der Begriff ALPSA-Läsion ist ein Akronym für englisch anterior labroligamentous periosteal sleeve avulsion und bezeichnet eine  Abrissverletzung (Avulsion) am Schultergelenk. Sie kann auch als nach „medial verlagerte“ Bankart-Läsion aufgefasst werden, bei der das abgelöste Labrum glenoidale zusammen mit dem ansetzenden IGHL (das inferiore glenohumerale Ligament) nach medial verlagert und kaudal rotiert ist; das Periost ist zwar abgestreift, bleibt aber intakt. 
ALPSA-Läsionen werden überwiegend bei Patienten mit rezidivierenden Schulterluxationen vorgefunden. Die Diagnose erfolgt durch Arthroskopie oder Kernspintomographie mit Fettsupression.